# El monarca de las sombras
El monarca de las sombras es una novela del escritor español Javier Cercas, publicada en 2017 por la editorial Literatura Random House.
El libro cuenta la historia del tío de su madre, Manuel Mena, falangista y alférez del ejército sublevado durante la Guerra Civil Española, que falleció en combate a los 19 años.
Cercas comentó a Óscar López, de RTVE, que abordar el asunto de Manuel Mena siempre fue un tema tabú ya que el escritor se avergonzaba del hecho de que su tío abuelo hubiera militado en la Falange y que varios de sus antepasados fueran de derechas, además de su procedencia: «un pequeño pueblo de Extremadura». Pero gracias a la ayuda de su amigo, el director de cine David Trueba, Cercas «tomó la determinación de escribir sobre él, y por extensión de su familia, y así reconciliarse con su pasado». La novela, nada convencional, además de narrar la vida y la muerte de este joven que se fue a la guerra a los 17 años, es también «un making of sentimental del proceso de escritura del libro, de las dudas que tuvo antes de escribirlo, del arduo proceso de investigación y de su preocupación sobre cómo la publicación afectaría a su propia familia y a él mismo». Según López, esta es probablemente la novela más sentimental de Cercas.